# 安芸晶子
安芸 晶子（あき しょうこ）は、日本のヴァイオリン奏者。アメリカ合衆国イェール大学音楽院弦楽科主任教授。桐朋学園大学客員教授。水戸室内管弦楽団メンバー。

## 経歴
5歳よりヴァイオリンの手ほどきを受け、桐朋学園で齋藤秀雄、渡邉暁雄、小野アンナ、ブローダス・アールに師事。桐朋音楽大学（現在の桐朋学園大学音楽部）、アメリカ合衆国ハート・カレッジ、イェール大学音楽院で指導を受ける。ソリストとしての活動の他、国内外のオーケストラと多数共演している。ニューヨーク室内管弦楽団、新日本フィルハーモニー交響楽団、サイトウ・キネン・オーケストラのコンサートマスターを歴任。在米40年を超え、1968年よりイェール大学音楽院教授職にある。

## ディスコグラフィー
- Music From Norfolk --ノーフォークから（アートユニオン 2001年）